# Arctic Race of Norway 2023
L'Arctic Race of Norway 2023, 10a edició de l'Arctic Race of Norway, es disputà entre el 17 i el 20 d'agost de 2023 sobre un recorregut de 662,9 km repartits quatre etapes. L'inici de la cursa va tenir lloc a Kautokeino, mentre el final fou a Nordkapp. La cursa formava part del calendari de l'UCI ProSeries 2023, amb una categoria 2.Pro.
El vencedor final fou el britànic Stephen Williams (Israel-Premier Tech). L'acompanyaren al podi l'italià Christian Scaroni (Astana Qazaqstan Team) i l'estatunidenc Kevin Vermaerke (Team DSM-Firmenich).

## Equips
L'organització convidà a prendre part en la cursa a sis equips UCI WorldTeams, vuit UCI ProTeams, tres equips continentals i una selecció nacionl:
| WorldTeams (6)- Astana Qazaqstan Team - Cofidis - Lidl-Trek - Arkéa-Samsic - Team DSM-Firmenich - Team Jayco AlUla ProTeams (8)- Bingoal WB - Burgos-BH - Equipo Kern Pharma - Human Powered Health - Israel-Premier Tech - Q36.5 Pro Cycling Team - Team Flanders-Baloise - Uno-X Pro Cycling Team Equips continentals (3)- Equipe continentale Groupama-FDJ - Team Coop-Repsol - Trinity Racing Equip nacional- Noruega |
| |

## Etapes
| Etapa    | Data      | Ciutats d'etapa             | type                    | Distància (km) | Desnivell (m) | Vencedor de l'etapa | Líder de la general |
| -------- | --------- | --------------------------- | ----------------------- | -------------- | ------------- | ------------------- | ------------------- |
| 1a etapa | 17 de ago | Kautokeino – Alta           | etapa plana             | 171            | 1.377 m       | Alberto Dainese     | Alberto Dainese     |
| 2a etapa | 18 de ago | Alta – Hammerfest           | etapa plana             | 153,5          | 1.578 m       | Michele Gazzoli     | Noah Hobbs          |
| 3a etapa | 19 de ago | Hammerfest – Havøysund      | etapa de mitja muntanya | 167            | 2.172 m       | Stephen Williams    | Stephen Williams    |
| 4a etapa | 20 de ago | Kvalsund village – Nordkapp | etapa de mitja muntanya | 171,4          | 2.188 m       | Clément Champoussin | Stephen Williams    |

### Etapa 1
| \| Classificació de l'etapa \| Classificació de l'etapa \| Classificació de l'etapa \| Classificació de l'etapa \| Classificació de l'etapa \| \| Corredor \| Corredor \| Equip \| Temps \| \| \| ------------------------ \| ------------------------ \| -------------------------------- \| ------------------------ \| ------------------------ \| \| 1r \| Alberto Dainese \| Team DSM-Firmenich \| 4h 06' 07" \| \| \| 2n \| Noah Hobbs \| Équipe continentale Groupama-FDJ \| + 0" \| \| \| 3r \| Clément Champoussin \| Arkéa-Samsic \| + 0" \| \| \| 4t \| Marc Brustenga Masagué \| Lidl-Trek \| + 0" \| \| \| 5è \| Antonio Angulo \| Burgos-BH \| + 0" \| \| \| 6è \| Kévin Ledanois \| Arkéa-Samsic \| + 0" \| \| \| 7è \| August Jensen \| Human Powered Health \| + 0" \| \| \| 8è \| Martin Bugge Urianstad \| Uno-X Pro Cycling Team \| + 0" \| \| \| 9è \| Marco Tizza \| Bingoal WB \| + 0" \| \| \| 10è \| Colin Joyce \| Human Powered Health \| + 0" \| \| |                        |                                  |            |
| |                        |                                  |            |
| Font: ProCyclingStats |                        |                                  |            |
| Classificació de l'etapa |                        |                                  |            |
| Corredor | Corredor               | Equip                            | Temps      |
| 1r | Alberto Dainese        | Team DSM-Firmenich               | 4h 06' 07" |
| 2n | Noah Hobbs             | Équipe continentale Groupama-FDJ | + 0"       |
| 3r | Clément Champoussin    | Arkéa-Samsic                     | + 0"       |
| 4t | Marc Brustenga Masagué | Lidl-Trek                        | + 0"       |
| 5è | Antonio Angulo         | Burgos-BH                        | + 0"       |
| 6è | Kévin Ledanois         | Arkéa-Samsic                     | + 0"       |
| 7è | August Jensen          | Human Powered Health             | + 0"       |
| 8è | Martin Bugge Urianstad | Uno-X Pro Cycling Team           | + 0"       |
| 9è | Marco Tizza            | Bingoal WB                       | + 0"       |
| 10è | Colin Joyce            | Human Powered Health             | + 0"       |

| \| Classificació general \| Classificació general \| Classificació general \| Classificació general \| Classificació general \| \| Corredor \| Corredor \| Equip \| Temps \| \| \| --------------------- \| -------------------------- \| -------------------------------- \| --------------------- \| --------------------- \| \| 1r \| Alberto Dainese \| Team DSM-Firmenich \| 4h 05' 57" \| \| \| 2n \| Noah Hobbs \| Équipe continentale Groupama-FDJ \| + 4" \| \| \| 3r \| Lewis Bower \| Équipe continentale Groupama-FDJ \| + 4" \| \| \| 4t \| Clément Champoussin \| Arkéa-Samsic \| + 6" \| \| \| 5è \| Tobias Halland Johannessen \| Uno-X Pro Cycling Team \| + 7" \| \| \| 6è \| Stephen Williams \| Israel-Premier Tech \| + 8" \| \| \| 7è \| Cristian Scaroni \| Astana Qazaqstan Team \| + 9" \| \| \| 8è \| Marc Brustenga Masagué \| Lidl-Trek \| + 10" \| \| \| 9è \| Antonio Angulo \| Burgos-BH \| + 10" \| \| \| 10è \| Kévin Ledanois \| Arkéa-Samsic \| + 10" \| \| |                            |                                  |            |
| |                            |                                  |            |
| Font: ProCyclingStats |                            |                                  |            |
| Classificació general |                            |                                  |            |
| Corredor | Corredor                   | Equip                            | Temps      |
| 1r | Alberto Dainese            | Team DSM-Firmenich               | 4h 05' 57" |
| 2n | Noah Hobbs                 | Équipe continentale Groupama-FDJ | + 4"       |
| 3r | Lewis Bower                | Équipe continentale Groupama-FDJ | + 4"       |
| 4t | Clément Champoussin        | Arkéa-Samsic                     | + 6"       |
| 5è | Tobias Halland Johannessen | Uno-X Pro Cycling Team           | + 7"       |
| 6è | Stephen Williams           | Israel-Premier Tech              | + 8"       |
| 7è | Cristian Scaroni           | Astana Qazaqstan Team            | + 9"       |
| 8è | Marc Brustenga Masagué     | Lidl-Trek                        | + 10"      |
| 9è | Antonio Angulo             | Burgos-BH                        | + 10"      |
| 10è | Kévin Ledanois             | Arkéa-Samsic                     | + 10"      |

### Etapa 2
| \| Classificació de l'etapa \| Classificació de l'etapa \| Classificació de l'etapa \| Classificació de l'etapa \| Classificació de l'etapa \| \| Corredor \| Corredor \| Equip \| Temps \| \| \| ------------------------ \| -------------------------- \| -------------------------------- \| ------------------------ \| ------------------------ \| \| 1r \| Michele Gazzoli \| Astana Qazaqstan Team \| 3h 28' 35" \| \| \| 2n \| Cristian Scaroni \| Astana Qazaqstan Team \| + 0" \| \| \| 3r \| Jonathan Lastra Martínez \| Cofidis \| + 0" \| \| \| 4t \| Thibaud Gruel \| Équipe continentale Groupama-FDJ \| + 0" \| \| \| 5è \| Milan Fretin \| Team Flanders-Baloise \| + 0" \| \| \| 6è \| Kevin Vermaerke \| Team DSM-Firmenich \| + 0" \| \| \| 7è \| Elias Maris \| Team Flanders-Baloise \| + 0" \| \| \| 8è \| Tobias Halland Johannessen \| Uno-X Pro Cycling Team \| + 0" \| \| \| 9è \| Dylan Teuns \| Israel-Premier Tech \| + 0" \| \| \| 10è \| André Drege \| Team Coop-Repsol \| + 0" \| \| |                            |                                  |            |
| |                            |                                  |            |
| Font: ProCyclingStats |                            |                                  |            |
| Classificació de l'etapa |                            |                                  |            |
| Corredor | Corredor                   | Equip                            | Temps      |
| 1r | Michele Gazzoli            | Astana Qazaqstan Team            | 3h 28' 35" |
| 2n | Cristian Scaroni           | Astana Qazaqstan Team            | + 0"       |
| 3r | Jonathan Lastra Martínez   | Cofidis                          | + 0"       |
| 4t | Thibaud Gruel              | Équipe continentale Groupama-FDJ | + 0"       |
| 5è | Milan Fretin               | Team Flanders-Baloise            | + 0"       |
| 6è | Kevin Vermaerke            | Team DSM-Firmenich               | + 0"       |
| 7è | Elias Maris                | Team Flanders-Baloise            | + 0"       |
| 8è | Tobias Halland Johannessen | Uno-X Pro Cycling Team           | + 0"       |
| 9è | Dylan Teuns                | Israel-Premier Tech              | + 0"       |
| 10è | André Drege                | Team Coop-Repsol                 | + 0"       |

| \| Classificació general \| Classificació general \| Classificació general \| Classificació general \| Classificació general \| \| Corredor \| Corredor \| Equip \| Temps \| \| \| --------------------- \| -------------------------- \| -------------------------------- \| --------------------- \| --------------------- \| \| 1r \| Noah Hobbs \| Équipe continentale Groupama-FDJ \| 7h 34' 31" \| \| \| 2n \| Alberto Dainese \| Team DSM-Firmenich \| + 1" \| \| \| 3r \| Michele Gazzoli \| Astana Qazaqstan Team \| + 1" \| \| \| 4t \| Lewis Bower \| Équipe continentale Groupama-FDJ \| + 3" \| \| \| 5è \| Cristian Scaroni \| Astana Qazaqstan Team \| + 4" \| \| \| 6è \| Jonathan Lastra Martínez \| Cofidis \| + 7" \| \| \| 7è \| André Drege \| Team Coop-Repsol \| + 8" \| \| \| 8è \| Tobias Halland Johannessen \| Uno-X Pro Cycling Team \| + 8" \| \| \| 9è \| Stephen Williams \| Israel-Premier Tech \| + 9" \| \| \| 10è \| Fergus Browning \| Trinity Racing \| + 9" \| \| |                            |                                  |            |
| |                            |                                  |            |
| Font: ProCyclingStats |                            |                                  |            |
| Classificació general |                            |                                  |            |
| Corredor | Corredor                   | Equip                            | Temps      |
| 1r | Noah Hobbs                 | Équipe continentale Groupama-FDJ | 7h 34' 31" |
| 2n | Alberto Dainese            | Team DSM-Firmenich               | + 1"       |
| 3r | Michele Gazzoli            | Astana Qazaqstan Team            | + 1"       |
| 4t | Lewis Bower                | Équipe continentale Groupama-FDJ | + 3"       |
| 5è | Cristian Scaroni           | Astana Qazaqstan Team            | + 4"       |
| 6è | Jonathan Lastra Martínez   | Cofidis                          | + 7"       |
| 7è | André Drege                | Team Coop-Repsol                 | + 8"       |
| 8è | Tobias Halland Johannessen | Uno-X Pro Cycling Team           | + 8"       |
| 9è | Stephen Williams           | Israel-Premier Tech              | + 9"       |
| 10è | Fergus Browning            | Trinity Racing                   | + 9"       |

### Etapa 3
| \| Classificació de l'etapa \| Classificació de l'etapa \| Classificació de l'etapa \| Classificació de l'etapa \| Classificació de l'etapa \| \| Corredor \| Corredor \| Equip \| Temps \| \| \| ------------------------ \| -------------------------- \| ------------------------ \| ------------------------ \| ------------------------ \| \| 1r \| Stephen Williams \| Israel-Premier Tech \| 4h 02' 58" \| \| \| 2n \| Clément Champoussin \| Arkéa-Samsic \| + 0" \| \| \| 3r \| Cristian Scaroni \| Astana Qazaqstan Team \| + 0" \| \| \| 4t \| Tobias Halland Johannessen \| Uno-X Pro Cycling Team \| + 0" \| \| \| 5è \| Dylan Teuns \| Israel-Premier Tech \| + 0" \| \| \| 6è \| Roger Adrià Oliveras \| Equipo Kern Pharma \| + 0" \| \| \| 7è \| Matthew Dinham \| Team DSM-Firmenich \| + 0" \| \| \| 8è \| Guillaume Martin \| Cofidis \| + 0" \| \| \| 9è \| Kevin Vermaerke \| Team DSM-Firmenich \| + 0" \| \| \| 10è \| Kamiel Bonneu \| Team Flanders-Baloise \| + 7" \| \| |                            |                        |            |
| |                            |                        |            |
| Font: ProCyclingStats |                            |                        |            |
| Classificació de l'etapa |                            |                        |            |
| Corredor | Corredor                   | Equip                  | Temps      |
| 1r | Stephen Williams           | Israel-Premier Tech    | 4h 02' 58" |
| 2n | Clément Champoussin        | Arkéa-Samsic           | + 0"       |
| 3r | Cristian Scaroni           | Astana Qazaqstan Team  | + 0"       |
| 4t | Tobias Halland Johannessen | Uno-X Pro Cycling Team | + 0"       |
| 5è | Dylan Teuns                | Israel-Premier Tech    | + 0"       |
| 6è | Roger Adrià Oliveras       | Equipo Kern Pharma     | + 0"       |
| 7è | Matthew Dinham             | Team DSM-Firmenich     | + 0"       |
| 8è | Guillaume Martin           | Cofidis                | + 0"       |
| 9è | Kevin Vermaerke            | Team DSM-Firmenich     | + 0"       |
| 10è | Kamiel Bonneu              | Team Flanders-Baloise  | + 7"       |

| \| Classificació general \| Classificació general \| Classificació general \| Classificació general \| Classificació general \| \| Corredor \| Corredor \| Equip \| Temps \| \| \| --------------------- \| --------------------------- \| ---------------------- \| --------------------- \| --------------------- \| \| 1r \| Stephen Williams \| Israel-Premier Tech \| 11h 37' 28" \| \| \| 2n \| Cristian Scaroni \| Astana Qazaqstan Team \| + 1" \| \| \| 3r \| Tobias Halland Johannessen \| Uno-X Pro Cycling Team \| + 9" \| \| \| 4t \| Kevin Vermaerke \| Team DSM-Firmenich \| + 11" \| \| \| 5è \| Dylan Teuns \| Israel-Premier Tech \| + 12" \| \| \| 6è \| Matthew Dinham \| Team DSM-Firmenich \| + 12" \| \| \| 7è \| Guillaume Martin \| Cofidis \| + 12" \| \| \| 8è \| Roger Adrià Oliveras \| Equipo Kern Pharma \| + 12" \| \| \| 9è \| Kamiel Bonneu \| Team Flanders-Baloise \| + 19" \| \| \| 10è \| Cedrik Bakke Christophersen \| Team Coop-Repsol \| + 20" \| \| |                             |                        |             |
| |                             |                        |             |
| Font: ProCyclingStats |                             |                        |             |
| Classificació general |                             |                        |             |
| Corredor | Corredor                    | Equip                  | Temps       |
| 1r | Stephen Williams            | Israel-Premier Tech    | 11h 37' 28" |
| 2n | Cristian Scaroni            | Astana Qazaqstan Team  | + 1"        |
| 3r | Tobias Halland Johannessen  | Uno-X Pro Cycling Team | + 9"        |
| 4t | Kevin Vermaerke             | Team DSM-Firmenich     | + 11"       |
| 5è | Dylan Teuns                 | Israel-Premier Tech    | + 12"       |
| 6è | Matthew Dinham              | Team DSM-Firmenich     | + 12"       |
| 7è | Guillaume Martin            | Cofidis                | + 12"       |
| 8è | Roger Adrià Oliveras        | Equipo Kern Pharma     | + 12"       |
| 9è | Kamiel Bonneu               | Team Flanders-Baloise  | + 19"       |
| 10è | Cedrik Bakke Christophersen | Team Coop-Repsol       | + 20"       |

### Etapa 4
| \| Classificació de l'etapa \| Classificació de l'etapa \| Classificació de l'etapa \| Classificació de l'etapa \| Classificació de l'etapa \| \| Corredor \| Corredor \| Equip \| Temps \| \| \| ------------------------ \| -------------------------- \| ------------------------ \| ------------------------ \| ------------------------ \| \| 1r \| Clément Champoussin \| Arkéa-Samsic \| 4h 00' 38" \| \| \| 2n \| Odd Christian Eiking \| EF Education-EasyPost \| + 0" \| \| \| 3r \| Michele Gazzoli \| Astana Qazaqstan Team \| + 0" \| \| \| 4t \| Tobias Halland Johannessen \| Uno-X Pro Cycling Team \| + 0" \| \| \| 5è \| Matthew Dinham \| Team DSM-Firmenich \| + 0" \| \| \| 6è \| Cristian Scaroni \| Astana Qazaqstan Team \| + 0" \| \| \| 7è \| Kamiel Bonneu \| Team Flanders-Baloise \| + 0" \| \| \| 8è \| Dylan Teuns \| Israel-Premier Tech \| + 0" \| \| \| 9è \| Kevin Vermaerke \| Team DSM-Firmenich \| + 0" \| \| \| 10è \| Stephen Williams \| Israel-Premier Tech \| + 0" \| \| |                            |                        |            |
| |                            |                        |            |
| Font: ProCyclingStats |                            |                        |            |
| Classificació de l'etapa |                            |                        |            |
| Corredor | Corredor                   | Equip                  | Temps      |
| 1r | Clément Champoussin        | Arkéa-Samsic           | 4h 00' 38" |
| 2n | Odd Christian Eiking       | EF Education-EasyPost  | + 0"       |
| 3r | Michele Gazzoli            | Astana Qazaqstan Team  | + 0"       |
| 4t | Tobias Halland Johannessen | Uno-X Pro Cycling Team | + 0"       |
| 5è | Matthew Dinham             | Team DSM-Firmenich     | + 0"       |
| 6è | Cristian Scaroni           | Astana Qazaqstan Team  | + 0"       |
| 7è | Kamiel Bonneu              | Team Flanders-Baloise  | + 0"       |
| 8è | Dylan Teuns                | Israel-Premier Tech    | + 0"       |
| 9è | Kevin Vermaerke            | Team DSM-Firmenich     | + 0"       |
| 10è | Stephen Williams           | Israel-Premier Tech    | + 0"       |

## Classificació final
| \| Classificació general \| Classificació general \| Classificació general \| Classificació general \| Classificació general \| \| Corredor \| Corredor \| Equip \| Temps \| \| \| --------------------- \| --------------------------- \| ---------------------- \| --------------------- \| --------------------- \| \| 1r \| Stephen Williams \| Israel-Premier Tech \| 15h 38' 06" \| \| \| 2n \| Cristian Scaroni \| Astana Qazaqstan Team \| + 1" \| \| \| 3r \| Kevin Vermaerke \| Team DSM-Firmenich \| + 9" \| \| \| 4t \| Tobias Halland Johannessen \| Uno-X Pro Cycling Team \| + 9" \| \| \| 5è \| Dylan Teuns \| Israel-Premier Tech \| + 11" \| \| \| 6è \| Matthew Dinham \| Team DSM-Firmenich \| + 12" \| \| \| 7è \| Guillaume Martin \| Cofidis \| + 12" \| \| \| 8è \| Roger Adrià Oliveras \| Equipo Kern Pharma \| + 12" \| \| \| 9è \| Kamiel Bonneu \| Team Flanders-Baloise \| + 19" \| \| \| 10è \| Cedrik Bakke Christophersen \| Team Coop-Repsol \| + 20" \| \| |                             |                        |             |
| |                             |                        |             |
| Font: ProCyclingStats |                             |                        |             |
| Classificació general |                             |                        |             |
| Corredor | Corredor                    | Equip                  | Temps       |
| 1r | Stephen Williams            | Israel-Premier Tech    | 15h 38' 06" |
| 2n | Cristian Scaroni            | Astana Qazaqstan Team  | + 1"        |
| 3r | Kevin Vermaerke             | Team DSM-Firmenich     | + 9"        |
| 4t | Tobias Halland Johannessen  | Uno-X Pro Cycling Team | + 9"        |
| 5è | Dylan Teuns                 | Israel-Premier Tech    | + 11"       |
| 6è | Matthew Dinham              | Team DSM-Firmenich     | + 12"       |
| 7è | Guillaume Martin            | Cofidis                | + 12"       |
| 8è | Roger Adrià Oliveras        | Equipo Kern Pharma     | + 12"       |
| 9è | Kamiel Bonneu               | Team Flanders-Baloise  | + 19"       |
| 10è | Cedrik Bakke Christophersen | Team Coop-Repsol       | + 20"       |

## Evolució de les classificacions
| Etapa              | Vencedor            | Classificació general | Classificació per punts | Classificació de la muntanya | Classificació dels joves   | Classificació per equips | Combativitat        |
| ------------------ | ------------------- | --------------------- | ----------------------- | ---------------------------- | -------------------------- | ------------------------ | ------------------- |
| 1                  | Alberto Dainese     | Alberto Dainese       | Alberto Dainese         | Vincent Van Hemelen          | Alberto Dainese            | Arkéa-Samsic             | Johan Ravnøy        |
| 2                  | Michele Gazzoli     | Noah Hobbs            | Noah Hobbs              | Vincent Van Hemelen          | Noah Hobbs                 | Astana Qazaqstan Team    | no entregat         |
| 3                  | Stephen Williams    | Stephen Williams      | Christian Scaroni       | Vincent Van Hemelen          | Tobias Halland Johannessen | Israel-Premier Tech      | Vincent Van Hemelen |
| 4                  | Clément Champoussin | Stephen Williams      | Clément Champoussin     | Vincent Van Hemelen          | Kevin Vermaerke            | Israel-Premier Tech      | Walter Calzoni      |
| Classements finals | Classements finals  | Stephen Williams      | Clément Champoussin     | Vincent Van Hemelen          | Kevin Vermaerke            | Israel-Premier Tech      | no entregat         |